# Jean Baptiste Gridaine
Jean Baptiste Gridaine (Rimogne, 29 ottobre 1764 – Stoccolma, 1833) è stato un presbitero francese.

## Biografia
Nel 1805 papa Pio VII lo nominò vicario apostolico di Svezia senza dignità episcopale. Per i successivi anni fu l'unica guida spirituale cattolica operante in quello stato scandinavo. Era particolarmente interessato al destino della povera gente. Per alcuni anni rimase esclusivamente a carico dei suoi parrocchiani.
Morì a Stoccolma nel 1833 dopo una breve malattia.